# Siphlonurus barbarus
Siphlonurus barbarus är en dagsländeart som beskrevs av Mcdunnough 1924. Siphlonurus barbarus ingår i släktet Siphlonurus och familjen simdagsländor. Inga underarter finns listade i Catalogue of Life.